# Alteglofsheim
Alteglofsheim je obec v německé spolkové zemi Bavorsko. Je součástí zemského okresu Řezno ve vládním obvodu Horní Falc. Žije zde přibližně 3 400 obyvatel.

## Geografie

### Sousední obce
| Růžice kompasu |               | Köfering | Mintraching | Růžice kompasu |
| Růžice kompasu | Sever         |          |             | Růžice kompasu |
| Růžice kompasu | Alteglofsheim |          |             | Růžice kompasu |
| Růžice kompasu | Jih           |          |             | Růžice kompasu |
| Růžice kompasu | Thalmassing   |          | Hagelstadt  | Růžice kompasu |